# Еппл-Рівер (Вісконсин)
Еппл-Рівер (англ. Apple River) — місто (англ. town) в США, в окрузі Полк штату Вісконсин. Населення — 1173 особи (2020).

## Демографія
Згідно з переписом 2010 року, у місті мешкало 1146 осіб у 459 домогосподарствах у складі 326 родин. Було 715 помешкань
Расовий склад населення:
| - 96,7 % — білих - 1,2 % — корінних американців - 0,2 % — чорних або афроамериканців - 0,1 % — азіатів |

До двох чи більше рас належало 1,4 %. Частка іспаномовних становила 0,8 % від усіх жителів.
За віковим діапазоном населення розподілялося таким чином: 23,9 % — особи молодші 18 років, 60,7 % — особи у віці 18—64 років, 15,4 % — особи у віці 65 років та старші. Медіана віку мешканця становила 43,6 року. На 100 осіб жіночої статі у місті припадало 113,4 чоловіків;  на 100 жінок у віці від 18 років та старших — 105,2 чоловіків також старших 18 років.
Середній дохід на одне домашнє господарство  становив 63 561 долар США (медіана — 56 538), а середній дохід на одну сім'ю — 69 643 долари (медіана — 60 000). Медіана доходів становила 41 080 доларів для чоловіків та 41 667 доларів для жінок. За межею бідності перебувало 11,2 % осіб, у тому числі 14,4 % дітей у віці до 18 років та 3,0 % осіб у віці 65 років та старших.
Цивільне працевлаштоване населення становило 563 особи. Основні галузі зайнятості: освіта, охорона здоров'я та соціальна допомога — 24,9 %, виробництво — 23,6 %, транспорт — 8,5 %, роздрібна торгівля — 8,2 %.